# أحداث الشغب ضد اليهود في طرابلس عام 1948
أحداث الشغب ضد اليهود في طرابلس هي أعمال شغب حصلت بين الطائفتين العربية واليهودية في مدينة طرابلس الليبية والمناطق المحيطة بها في شهر حزيران/يونيو 1948 وذلكَ خلال الإدارة العسكرية البريطانية لليبيا. أسفرت هذه الأحداث عن مقتلِ 13-14 يهودي كما تسبب في مقتل 4 منَ العرب وتدمير 280 بيت يهودي. وقعت الأحداث خلال الحرب العربية-الإسرائيلية عام 1948.

## الخلفية
عانى يهود ليبيا تحت الحكم الإيطالي خلال الحرب العالمية الثانية وما كادت تنقضي ثلاث سنوات بعد الحرب الدامية حتّى بدأت أحداث الشغب في ليبيا.
عام 1948 وفي أعقاب الحرب العربية–الإسرائيلية التي بدأت الشهر الماضي والتي تم فيها إعلان تأسيس «دولة» إسرائيل؛ بدأت أعمالُ الشغب هذه وذلك انتقاما لما قام به اليهود في حق الشعب الفلسطيني المسلم. وفقا لتقرير مسؤول بريطاني كبير فإنّ مدينة طرابلس أصبحت نقطة عبور لكل من المتطوعين التونسيين والجزائريين الذاهبينَ في طريقهم للقتال من أجل مصر التي كانت قد أعلنت للتو عن رغبتها في استقطاب مزيد من المتطوعين لمواجهة المُحتل الإسرائيلي هذا فضلا عن استقطاب كل الشباب المتحمّس لقتل الصهاينة. ذكرَ مكتب الإعلام البريطاني أنه لاحظَ تصاعد الروح العدوانية في الآونة الأخيرة بين الشباب اليهودي مشيرا في الوقت ذاته إلى حادثتين حصلتا قبلَ يوم واحد من أعمال الشغب. نجمَ عن الحادث نقلُ شابين عربيين إلى المستشفى وذلك بعدما تعرضا للضرب على يدِ يهود.

## الشغب
بدأت أعمال الشغب في 12 حزيران/يونيو في طرابلس عاصمة ليبيا. خلال هذه الفترة وعلى عكس أحداث الشغب السابقة كانت الجالية اليهودية في طرابلس على أتمّ الاستعداد للدفاع عن نفسها ولتنفيذ هجمات ضد العرب أصحاب الأرض أصلا. عملت الجالية اليهودية الغنية على تأسيس «وحدات حماية الشعب» التي كانّ الهدفُ منها مكافحة مثيري الشغب من المسلمين.
وفقا للتقارير البريطانية فإنّ أعمال الشغب قد اندلعت بشكل عفوي. لقد لعبت التدابير اليهودية التي تم إعدادها مسبقا دورًا في تجحيم أعمال العنف هذه. لاحظ المستعمرون البريطانيون حينها قيام الجماعات اليهودية بكتابة عبارات في لافتات باللغة العبرية مثلَ «إنه لأمر جيد أن يموت اليهودي من أجل الوطن» كما أشارت نفس التقارير إلى دور المنظمة اليهودية في تسريع وثيرة أعمال الشغب. في حقيقة الأمر لم يكن الهدفُ من وراء «وحدات حماية الشعب اليهودي» حماية الجالية اليهودية كما يدل على ذلك اسمها بل دخلت هذه الوحدات في اشتباكات معَ الشرطة من أجل الخروج من المدينة القديمة ومهاجمة العرب هناك. بدأت أعمال الشغب من خلال مشادة بين اليهود والعرب في وسط طرابلس. في غضون نصف ساعة؛ تجمّع حشد من العرب وشقوا طريقهم نحو الحي اليهودي في البلدة القديمة (المعروفة أيضا باسم «حارة اليهود») حيث هاجموا سكان الحي بالعصي والحجارة إلا أنّ الوحدات قد ألقت عدّة قنابل حارقة وقاتلة على الحشد. استمر الشغب لمدة ساعة قام فيها اليهود باعتلاء سطوح المنازل وهاجموا قوات الشرطة من خلال إلقاء القنابل والحجارة والرصاص الحيّ. أسفرت أعمال الشغب عن مقتل ثلاثة عشر أو أربعة عشر يهودي مُقابل أربعة من العرب كما جُرحَ 38 يهودي و51 عربي هذا فضلا عن الأضرار التي لحقت بالممتلكات وترك ما يقرب من 300 عائلة معوزة. تعرّض اليهود في الريف المحيط ببنغازي لهجمات انتقامية أخرى وذلكَ بسبب ما حل بالشعب الفلسطيني المسلم في أراضيه.

## ما بعد الحادث
في تشرين الثاني/نوفمبر 1948 وبعد أشهر قليلة من أحداث الشغب ذكر القنصل الأمريكي في طرابلس أوراي تافت جونيور أن: «هناك سبب يدعو إلى الاعتقاد بأن المجتمع اليهودي أصبح أكثر عدوانية نتيجة الانتصارات اليهودية في فلسطين. هناك أيضا سبب للاعتقاد بأن المجتمع هنا تلقى تعليمات وتوجيهات من "دولة" إسرائيل ... يُبلغني الآن كل من القادة اليهود والعرب أن العلاقات باتت سيئة مما كانت عليه منذ عدة سنوات.»
بشكل عام؛ تسبب احتلال إسرائيل للأراضي الفلسطينية وتهجيرها للشعب المسلم من هناك في عمليات انتقامية نشبت في معظم الدول العربية بما في ذلك ليبيا. من عام 1948 إلى 1951؛ وبعدما عملت إسرائيل على تسهيل انتقال اليهود -وغير اليهود- إلى فلسطين المحتلة هاجرَ حوالي 30.972 باتجاه فلسطين المُحتلة.